# 政策创新
《政策创新》是一份致力于在全球化进程中倡导社会公正与伦理、推广创新思想的网络杂志。杂志以公正的全球化为理念，拥有汇集众多创新者和创新思想的资料库，具有强大的社会影响力。 
《政策创新》由美国纽约卡内基伦理与国际事务委员会的“全球政策创新”项目于2004年创办。该项目得到洛克菲勒兄弟基金会资助。